# Macrocoma splendens
Macrocoma splendens é uma espécie de escaravelho de folha endémico às Ilhas Canárias. Foi primeiro descrito por Harald Lindberg em 1950.  Encontra-se em Tenerife, La Palma e La Gomera.